# John Mercanti

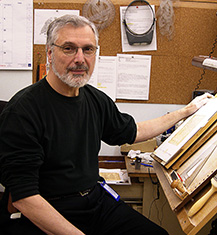
John M. Mercanti

John M. Mercanti (* 27. April 1943 in Philadelphia, Pennsylvania) ist ein US-amerikanischer Skulpteur, Graveur und von 2006 bis zu seiner Pensionierung Ende 2010 der zwölfte Chief Engraver der United States Mint.

## Leben
Mercanti wurde in Philadelphia geboren und besuchte dort die Pennsylvania Academy of the Fine Arts, das Philadelphia College of Art und die Fleisher Art Memorial School. Er diente zudem für sechs Jahre in der Pennsylvania Army National Guard.
Zur United States Mint kam er 1974 als Skulpteur und Graveur, nachdem er zuvor als 
Illustrator gearbeitet hatte. Am 19. Mai 2006 wurde er zum Chief Engraver der U.S. Mint befördert (auch als Supervisor of Design and Master Tooling Development Specialist bezeichnet). Die Position war zuvor für 15 Jahre offiziell unbesetzt geblieben, nachdem Elizabeth Jones, die elfte Chief Engraver, 1991 in Ruhestand gegangen war.
Im Juni 2011 wurde Mercanti bezahlter Pressesprecher von Goldline International und erschien in Werbespots des Unternehmens.

## Arbeiten

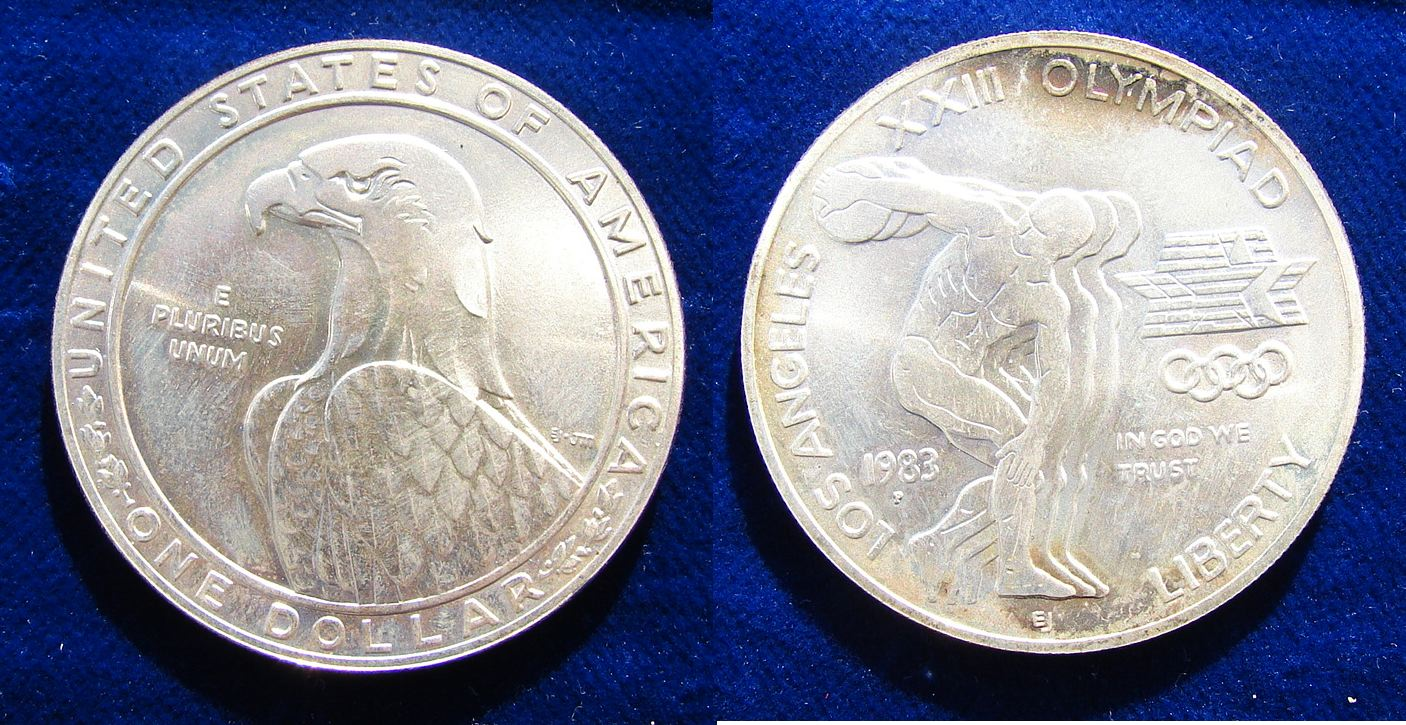
$1-Silber-Münze 1983 P in Gedenken an die Olympischen Sommerspiele 1984 in Los Angeles. Medailleure waren die Chief Engraver der U.S. Mint Elizabeth Jones und John M. Mercanti

Mercanti hat mehr Münz- und Medaillen-Designs erstellt als jeder andere Mitarbeiter in der Geschichte der United States Mint (bis 2006 waren es über 100). Unter diesen befinden sich die 1984 Olympic gold ten-dollar-Münze, die 1986 Statue of Liberty dollar-Münze, die 1989 Congress Bicentennial gold five-dollar-Münze, die Vorderseite des Eisenhower Centennial silver dollar, die Vorderseite der 1991 Mount Rushmore five-dollar-Münze, die Vorderseite des 1991 Korean War Memorial silver dollar und die Vorderseite des John Marshall commemorative dollar. Neben dem Designen und Formen mehrerer Congressional Gold Medal arbeitete Mercanti, im Rahmen des 50 State Quarters-Programm, an Vierteldollar-Münzen der Bundesstaaten Arkansas, Iowa, North Carolina, Pennsylvania und West Virginia.

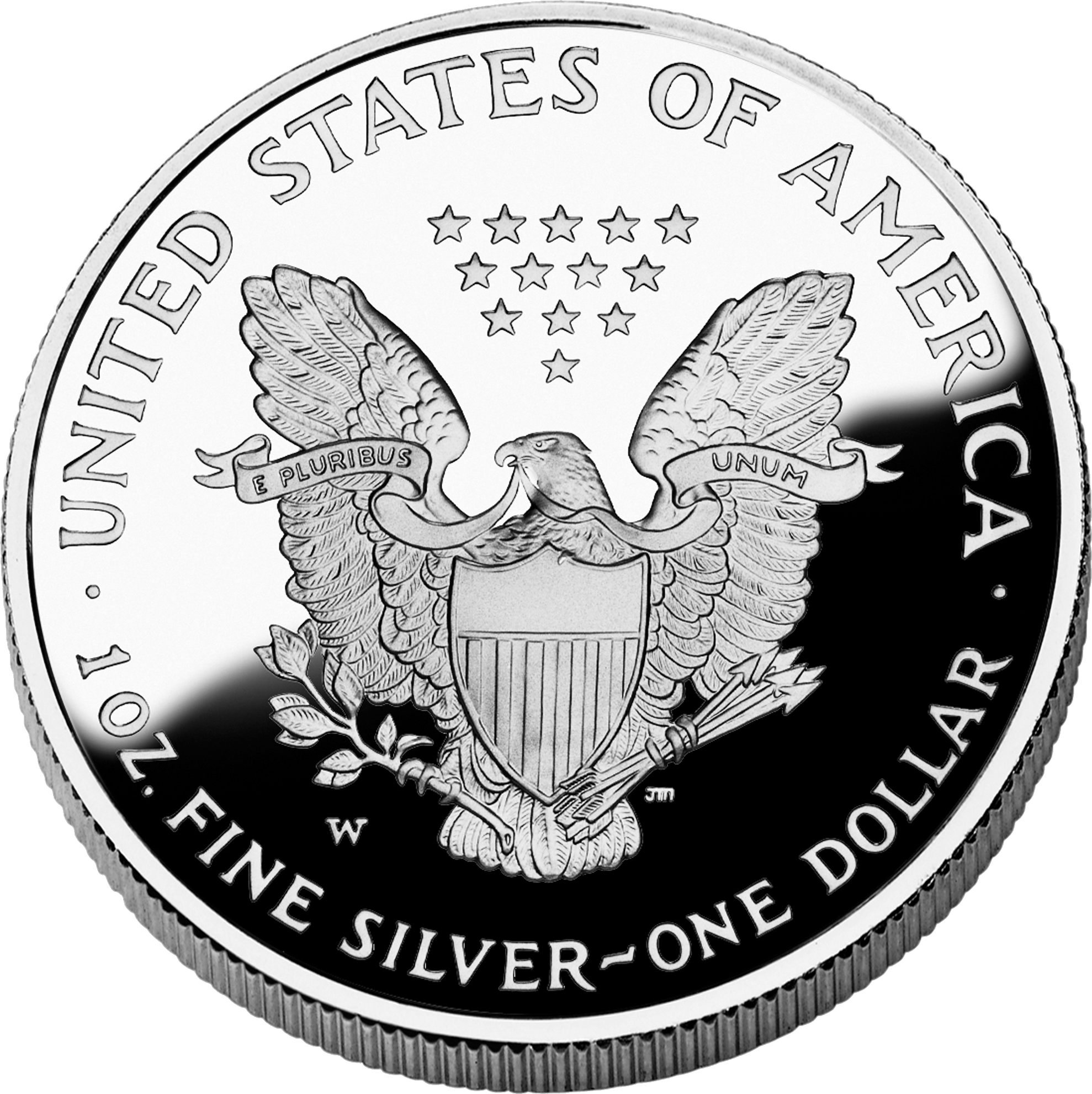
American Silver Eagle Revers (1986)
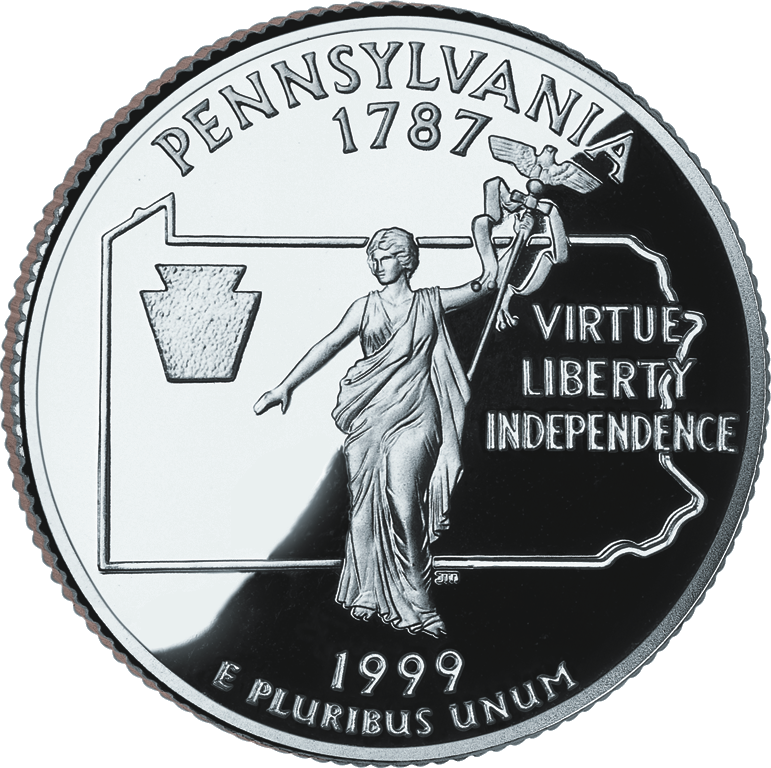
Pennsylvania state quarter Revers (1999)
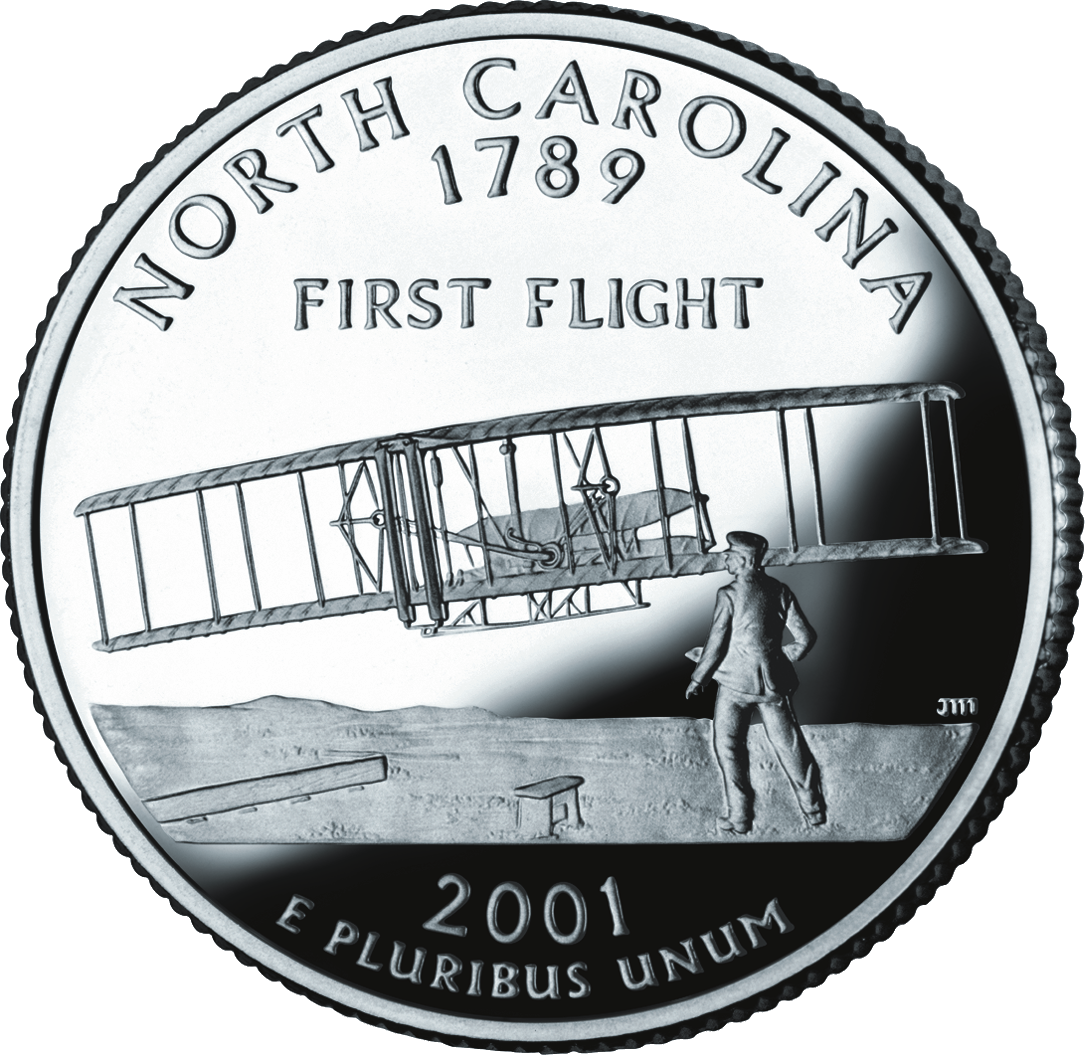
North Carolina state quarter Revers (2001)
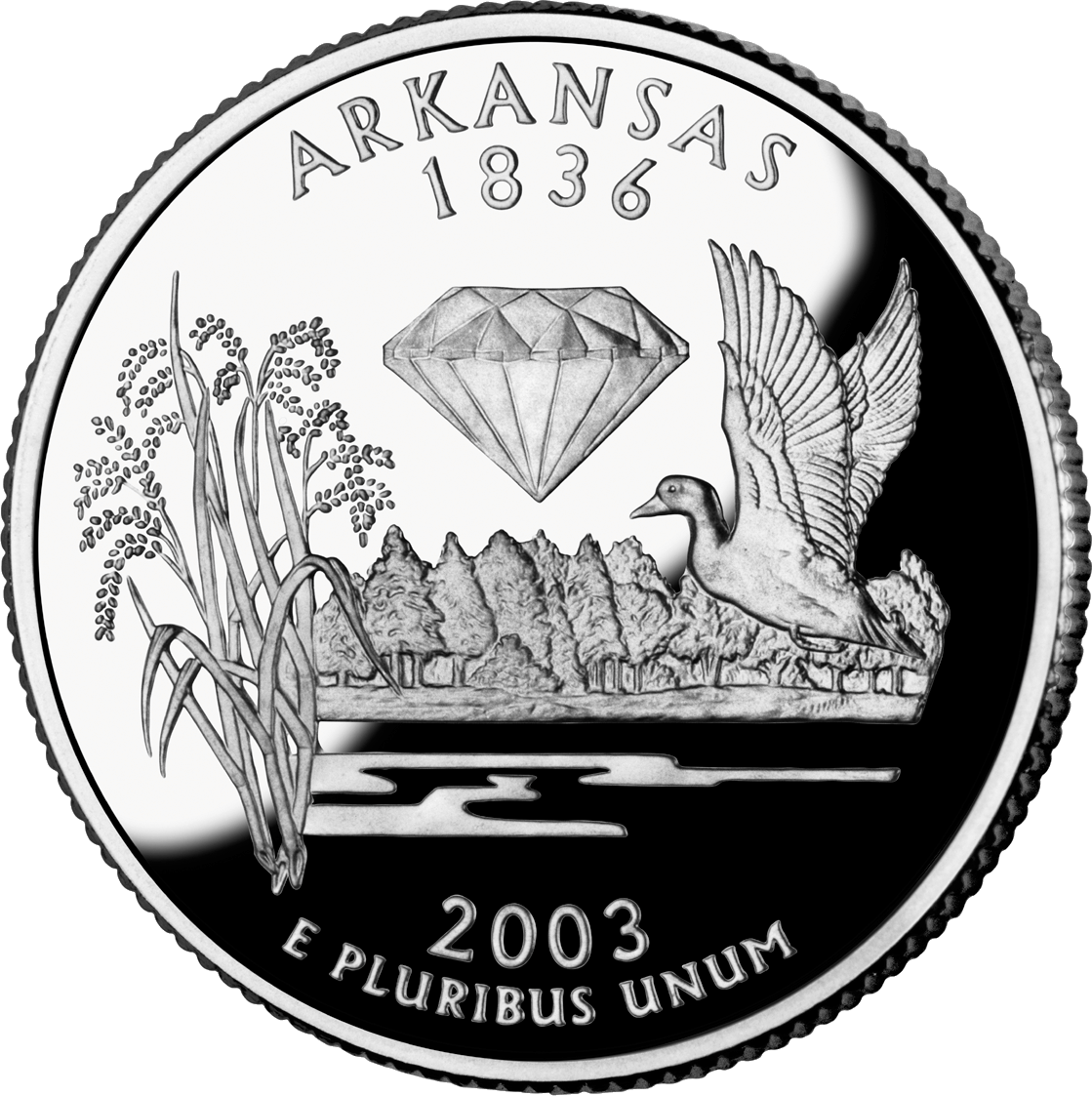
Arkansas state quarter Revers (2003)
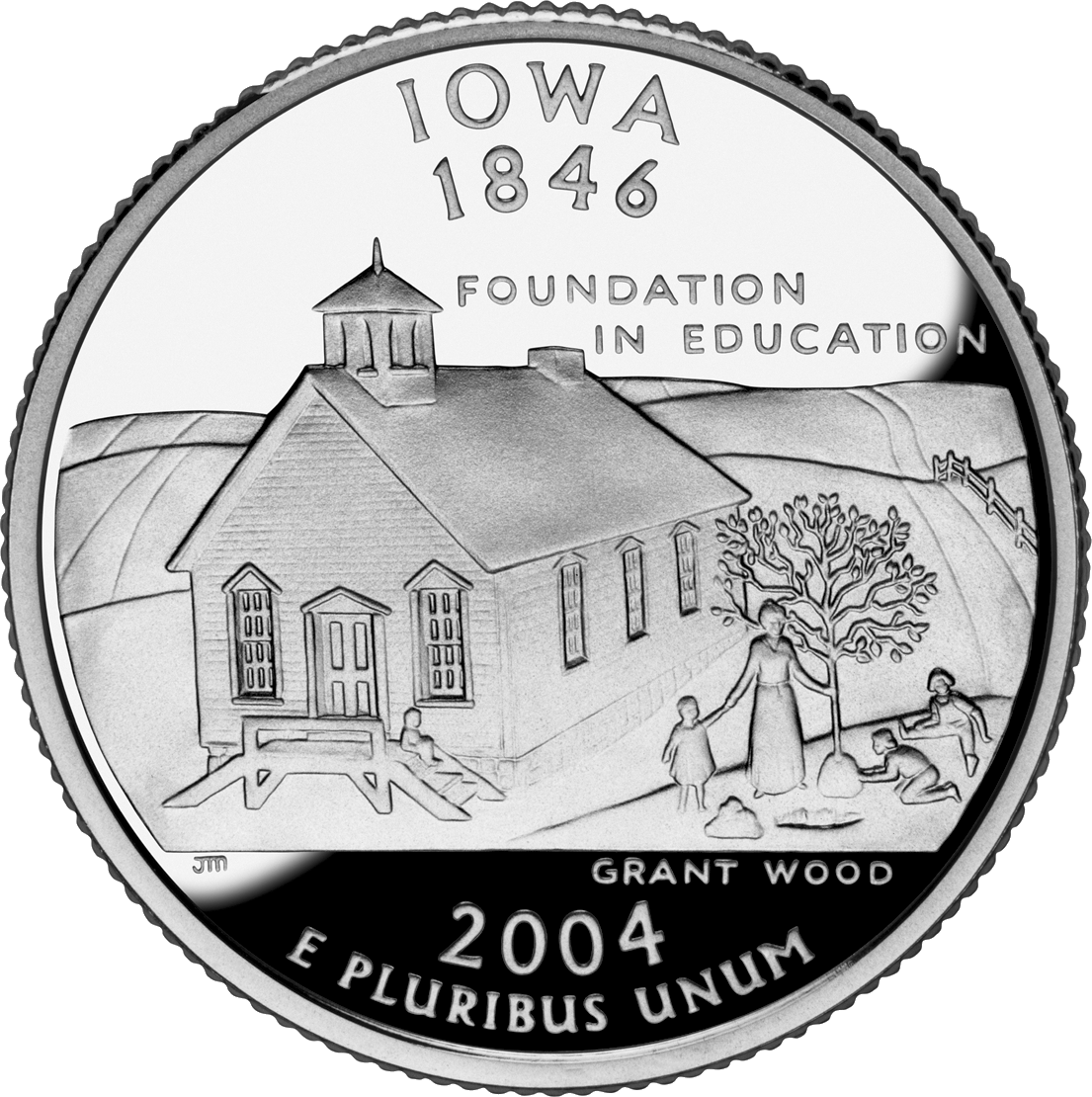
Iowa state quarter Revers (2004)
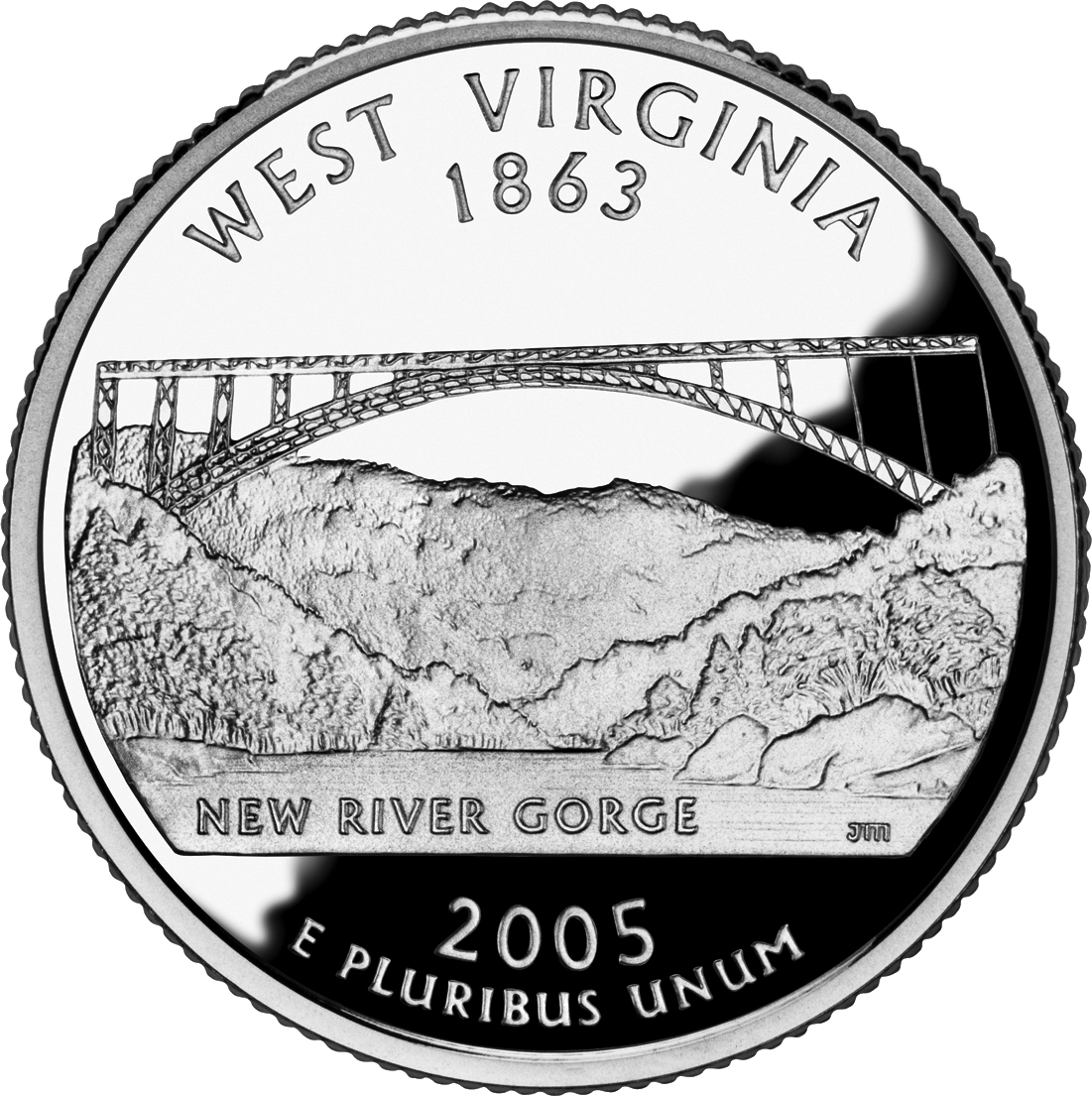
West Virginia state quarter Revers (2005)
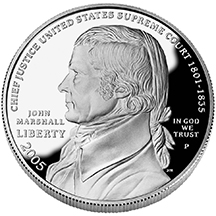
John Marshal commemorative dollar Avers (2005)